# Ascuțitoare

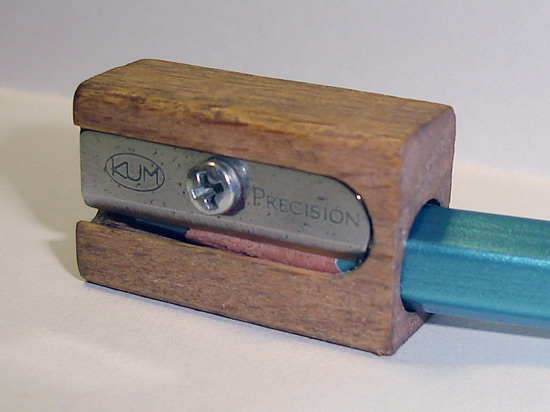
Ascuţitoare din lemn

O ascuțitoare este un obiect cu care se face vârf creionului prin eliminarea materialului lemnos din jurul minei. Ascuțitorile pot fi operate manual sau cu ajutorul unui motor electric.